# Altmarks voetbalkampioenschap 1929/30
In 1929/30 werd het veertiende Altmarks voetbalkampioenschap gespeeld, dat georganiseerd werd door de Midden-Duitse voetbalbond. 
FC Viktoria 1909 Stendal werd kampioen en plaatste zich voor de Midden-Duitse eindronde. De club verloor meteen van SV Wacker Bernburg.
SuS Stendal wijzigde de naam in Stendaler BC 1910. 

## Gauliga
| Plaats | Club                        | Wed. | W  | G | V  | Saldo  | Ptn.  |
| ------ | --------------------------- | ---- | -- | - | -- | ------ | ----- |
| 1.     | FC Viktoria 1909 Stendal    | 18   | 15 | 1 | 2  | 77:25  | 31:5  |
| 2.     | SC Herta Wittenberge        | 18   | 13 | 2 | 3  | 67:35  | 28:8  |
| 3.     | Stendaler BC 1910           | 18   | 12 | 1 | 5  | 52:27  | 25:11 |
| 4.     | FC Siegfried Wahrburg       | 18   | 8  | 6 | 4  | 70:45  | 22:14 |
| 5.     | FC Saxonia 1907 Tangermünde | 18   | 9  | 3 | 6  | 59:41  | 21:15 |
| 6.     | VfL Gardelegen              | 18   | 7  | 2 | 9  | 57:60  | 16:20 |
| 7.     | SpV Eichstedt-Goldbeck      | 18   | 6  | 1 | 11 | 25:45  | 13:23 |
| 8.     | SV 1888 Wittenberge         | 18   | 4  | 3 | 11 | 38:50  | 11:25 |
| 9.     | SV Germania Tangerhütte     | 18   | 3  | 5 | 10 | 39:86  | 11:25 |
| 10.    | SC Minerva 1909 Wittenberge | 18   | 0  | 2 | 16 | 34:104 | 2:34  |

|  | Kampioen, geplaatst voor Midden-Duitse eindronde |